# Le Château d'Otrante
Ne doit pas être confondu avec Château d'Otrante.
Le Château d'Otrante, histoire gothique (titre original : The Castle of Otranto, a Gothic Story), est un roman de Horace Walpole, publié pour la première fois en 1764. Il est considéré comme le premier roman gothique de l'histoire littéraire, inaugurant ainsi ce genre qui connaîtra un grand succès à la fin du XVIIIe siècle et au début du XIXe siècle. Situé dans l'Italie médiévale, il mêle habilement des éléments surnaturels, des intrigues familiales complexes et une atmosphère de terreur omniprésente, créant ainsi un récit qui définit les codes du genre gothique.
L'intrigue du roman se déroule dans et autour du château d'Otrante, une forteresse imposante et mystérieuse. L'histoire débute par un mariage qui tourne au drame lorsque le fils du prince Manfred est écrasé par un casque gigantesque tombé du ciel. Cet événement déclenche une série de phénomènes inexpliqués et de révélations sur une ancienne prophétie, plongeant les personnages dans un tourbillon de peur, de passion et de secrets ancestraux. Walpole utilise ces éléments pour explorer des thèmes tels que la culpabilité, l'expiation et la lutte contre un destin apparemment inéluctable.
Lors de sa publication initiale, Walpole présente Le Château d'Otrante comme la traduction d'un manuscrit italien médiéval, attribuant l'œuvre à un certain Onuphrio Muralto. Cette supercherie littéraire ajoute non seulement une couche de mystère à l'œuvre, mais permet également à Walpole d'introduire des éléments surnaturels et des conventions narratives inhabituelles pour l'époque. Le succès du roman et son influence sur la littérature ultérieure sont considérables, inspirant des auteurs comme Ann Radcliffe, Matthew Gregory Lewis et Mary Shelley, et contribuant à l'essor du mouvement romantique en littérature. Aujourd'hui, Le Château d'Otrante reste une œuvre fondamentale pour comprendre les origines et l'évolution du genre gothique.

## Contexte de rédaction

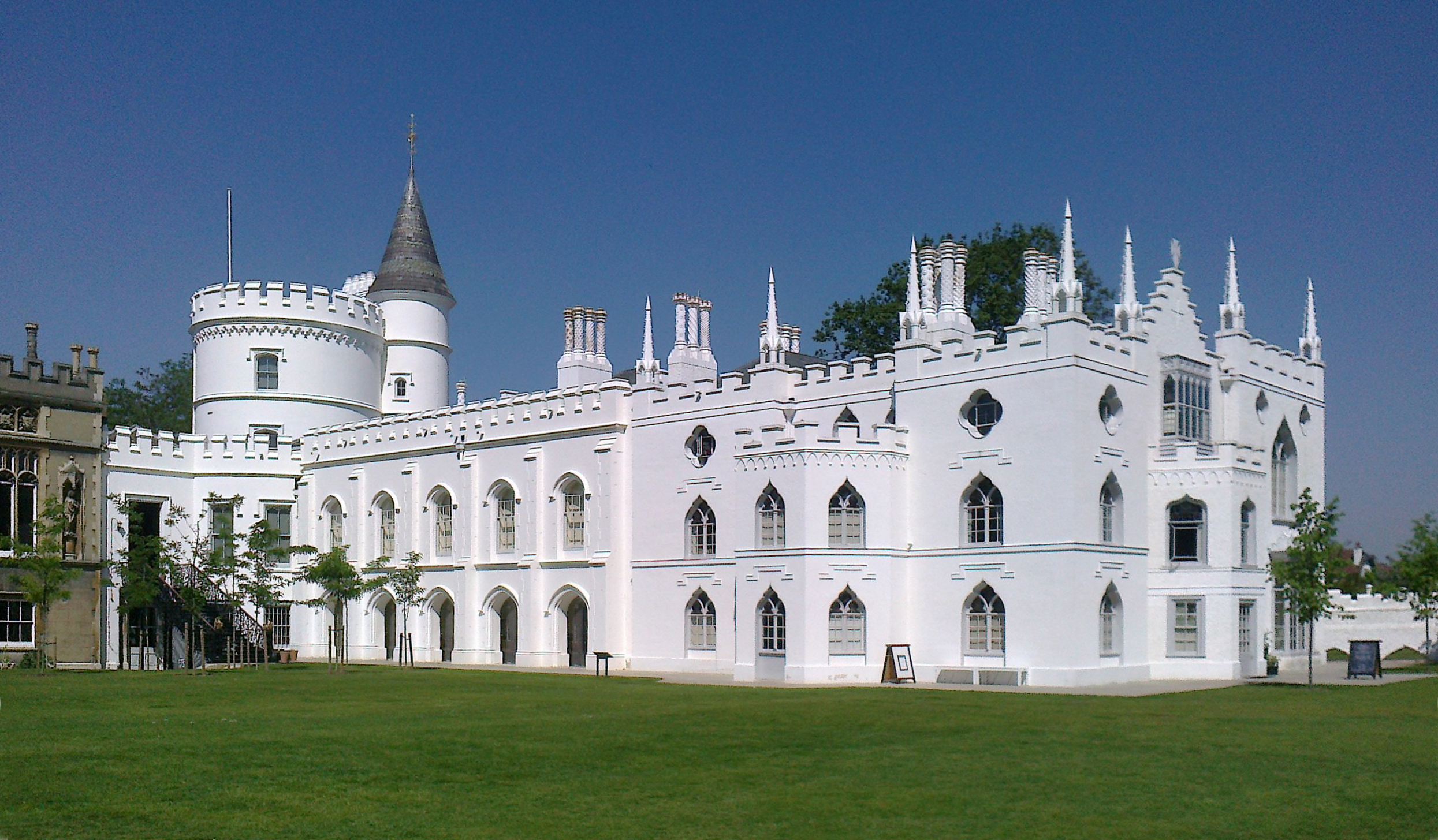
La demeure de Strawberry Hill de Horace Walpole qui lui aurait inspiré le roman.

Le Château d'Otrante est rédigé par Horace Walpole en 1764, dans un contexte littéraire dominé par le réalisme et le rationalisme du siècle des Lumières. Des œuvres comme Paméla ou la Vertu récompensée (1740) de Samuel Richardson et Histoire de Tom Jones, enfant trouvé (1749) de Henry Fielding sont alors les références du genre romanesque. Les idées des Lumières remettent en question les croyances traditionnelles. Paradoxalement, cette époque de rationalisme croissant voit naître un intérêt renouvelé pour le passé médiéval et les émotions fortes, ce qui contribue à l'émergence du mouvement romantique.
Au moment de la rédaction du roman, Walpole, quatrième comte d'Orford, est un homme politique établi et un écrivain reconnu, principalement pour sa correspondance volumineuse. Le Château d'Otrante représente pour lui une exploration de nouvelles formes littéraires, motivée par son intérêt pour l'histoire médiévale et son désir de combiner « deux types de romance, l'ancien et le moderne ». L'inspiration lui serait venue d'un rêve qu'il eut dans sa demeure de Strawberry Hill, une villa néo-gothique qu'il a lui-même conçue. L'atmosphère sombre et mystérieuse du château dans le roman reflète directement l'esthétique que Walpole cherche à créer dans sa propre demeure.
Il aurait écrit le roman en à peine deux mois, entre juin et août 1764. Cette rapidité d'écriture reflète son enthousiasme pour le projet, mais aussi sa volonté de capturer l'atmosphère onirique qui a inspiré le récit. En introduisant des éléments surnaturels et médiévaux, Walpole va à contre-courant des tendances littéraires de son époque, posant ainsi les bases d'un nouveau genre : le roman gothique.
En raison des prénoms de Manfred et Conrad, ainsi que du lieu où se déroule l'histoire, soit l'Italie, on peut penser qu'Horace Walpole a voulu rendre hommage au destin dramatique de Manfred Ier de Sicile. En effet, ce dernier s'est fait couronner roi de Sicile en 1258 alors que Conrad V n'était pas encore mort : il sera alors excommunié par le pape Innocent IV.

## Résumé
L'histoire commence avec la tragique mort de Conrad, le fils de Manfred, seigneur du château d'Otrante, le jour de son mariage avec une jeune femme nommée Isabelle. Conrad est écrasé par un gigantesque casque tombé mystérieusement du ciel, accomplissant ainsi une ancienne prophétie menaçant la descendance de Manfred. Désespéré de perpétuer sa lignée, ce dernier décide de répudier sa femme Hippolita et de forcer Isabelle, la fiancée de son fils défunt, à l'épouser à sa place. Effrayée, Isabelle s'enfuit dans les souterrains du château avec l'aide de Théodore, un jeune paysan.
Au fil du roman, des éléments surnaturels se multiplient dans le château, qui semblent indiquer que la chute de Manfred est inévitable, notamment des portraits qui soupirent, des statues qui bougent ou qui saignent, et l'apparition spectrale d'Alfonso, l'ancien propriétaire légitime du château. Il est révélé au fur et à mesure que Manfred a usurpé la seigneurie du château, qui revient de droit à Théodore, descendant de la véritable lignée légitime.
Manfred, dans un moment de fureur et de confusion, tue accidentellement sa propre fille, Mathilde, croyant qu'elle est Isabelle. Ce crime marque sa chute définitive. Rempli de remords, il confesse alors que son grand-père avait empoisonné Alfonso, le propriétaire légitime du château, pour usurper son titre. Il abdique et se retire dans un monastère pour expier ses péchés, laissant Théodore, l'héritier légitime, prendre la place de seigneur du château et épouser Isabelle.

## Personnages
- Manfred : Le seigneur du château d'Otrante. Personnage principal et antagoniste du roman, il est décrit comme un homme tyrannique et ambitieux.
- Hippolita : L'épouse de Manfred, caractérisée par sa piété et sa soumission. Elle est présentée comme une figure maternelle vertueuse mais impuissante face à la volonté de son mari.
- Conrad : Le fils de Manfred et Hippolita, fiancé à Isabelle. Il meurt écrasé par un casque gigantesque au début du roman, déclenchant ainsi l'intrigue principale.
- Mathilde : La fille de Manfred et Hippolita, décrite comme vertueuse et obéissante. Elle est amoureuse de Théodore mais devient victime des machinations de son père.
- Isabelle : La fiancée de Conrad et fille du marquis de Vicence. Après la mort de Conrad, elle devient l'objet des attentions non désirées de Manfred et cherche à s'échapper du château.
- Théodore : Un jeune paysan qui s'avère être le véritable héritier d'Otrante. Il aide Isabelle à s'échapper et tombe amoureux de Mathilde.
- Frère Jérôme : Un moine qui joue un rôle clé dans la révélation de l'identité de Théodore. Il est également connu sous le nom de Comte de Falconara.
- Le Spectre d'Alfonso : L'ancêtre de Théodore, dont l'apparition surnaturelle hante le château et guide les événements vers la restauration de la lignée légitime.

Ces personnages incarnent divers archétypes qui deviendront caractéristiques du genre gothique, tels que le tyran, la demoiselle en détresse, le héros vertueux et les figures surnaturelles.

## Thèmes principaux
Le Château d'Otrante  explore plusieurs thèmes qui deviendront par la suite caractéristiques du genre gothique. Le surnaturel est au cœur du roman de Walpole. Des événements inexplicables, comme l'apparition d'un casque gigantesque ou le mouvement de portraits, créent une atmosphère de mystère et d'effroi. Ce mélange entre réalité et fantastique est une innovation majeure pour l'époque, marquant une rupture avec le réalisme dominant. Le thème de la malédiction familiale, transmise de génération en génération, est central. Les actes passés de Manfred et de ses ancêtres influencent directement les événements du présent, illustrant l'idée que les péchés des pères retombent sur leurs enfants. Le roman explore les thèmes de l'usurpation et de la légitimité du pouvoir. Manfred, le protagoniste, tente de maintenir son emprise sur le château d'Otrante malgré son manque de légitimité. Cette lutte pour le pouvoir reflète les préoccupations politiques de l'époque de Walpole.
La figure de Manfred incarne la tyrannie patriarcale. Ses actions despotiques envers sa famille, en particulier sa fille Mathilde et son épouse Hippolita, mettent en lumière les abus de pouvoir au sein de la structure familiale. Ce thème préfigure les critiques sociales qui deviendront courantes dans les romans gothiques ultérieurs. Les relations amoureuses complexes et souvent interdites sont un thème récurrent dans Le Château d'Otrante. L'obsession de Manfred pour Isabella, promise à son fils, et les sentiments de Théodore pour Mathilde illustrent les tensions entre désir et devoir, un thème qui deviendra central dans la littérature gothique.
Le roman met en scène une tension entre la foi chrétienne et les superstitions médiévales. Les interventions du père Jérôme et les références aux miracles contrastent avec les éléments surnaturels plus païens, reflétant les attitudes changeantes envers la religion au XVIIIe siècle. Le personnage de Théodore, dont les origines sont mystérieuses, incarne le thème de la quête d'identité. Sa découverte progressive de ses véritables origines est au cœur de l'intrigue, reflétant l'intérêt croissant de l'époque pour l'individualité et l'histoire personnelle. Le château d'Otrante lui-même joue un rôle central dans le roman, devenant presque un personnage à part entière. Ses passages secrets, ses chambres sombres et ses structures imposantes servent de métaphore pour l'esprit humain et ses secrets enfouis. Cette utilisation de l'architecture comme élément narratif deviendra un trope récurrent du genre gothique.

## Réception initiale
Lors de sa publication en décembre 1764, Le Château d'Otrante de Horace Walpole connait un succès immédiat auprès du public britannique. Le roman, initialement publié de manière anonyme sous le titre The Castle of Otranto, A Story. Translated by William Marshal, Gent. From the Original Italian of Onuphrio Muralto, Canon of the Church of St. Nicholas at Otranto, suscite rapidement la curiosité des lecteurs. La première édition est épuisée en seulement deux mois, témoignant de l'engouement du public pour cette œuvre novatrice.
La réception critique du roman est mitigée et controversée. Certains critiques saluent l'originalité de l'œuvre et son mélange audacieux d'éléments anciens et modernes. Thomas Gray, poète et ami de Walpole, exprime son enthousiasme dans une lettre, qualifiant le roman de « chef-d'œuvre du genre fantastique ». Cependant, d'autres critiques se montrent plus sceptiques, remettant en question la vraisemblance de l'histoire et la crédibilité de ses éléments surnaturels. Le Monthly Review, influent périodique de l'époque, publie une critique mitigée, reconnaissant l'inventivité de l'auteur tout en exprimant des réserves sur la plausibilité de certains événements. La révélation de l'identité de Walpole comme véritable auteur du roman, dans la préface de la deuxième édition publiée en avril 1765, suscite une nouvelle vague de réactions. Certains lecteurs et critiques se sentent trompés par la supercherie initiale, tandis que d'autres admirent l'audace de Walpole.
La publication du Château d'Otrante déclenche un débat animé sur la nature et la valeur de ce nouveau genre littéraire. Walpole lui-même, dans la préface de la deuxième édition, qualifie son œuvre de « roman gothique », inaugurant ainsi officiellement le terme. Cette appellation et le mélange des genres proposé par Walpole suscitent des discussions sur l'évolution du roman et ses possibilités futures. La réception du Château d'Otrante s'étend au-delà des frontières britanniques. En France, le roman est traduit dès 1767 par Marc-Antoine Eidous, suscitant l'intérêt des lecteurs et des écrivains français pour ce nouveau genre. Cette diffusion internationale contribue à l'établissement du gothique comme genre littéraire transnational.
Le roman a un impact significatif sur les écrivains contemporains. Clara Reeve, inspirée par l'œuvre de Walpole, publie Le Champion de la vertu ou le Vieux baron anglais (en) en 1777, qu'elle décrit comme le « descendant littéraire » du Château d'Otrante. Cette influence marque le début d'une vague d'imitations et d'adaptations qui contribuent à l'essor du roman gothique.

## Influences
Le Château d'Otrante a exercé une influence considérable sur la littérature et la culture, marquant le début du genre gothique et inspirant de nombreux auteurs et artistes. En introduisant des éléments surnaturels dans un cadre médiéval, Walpole crée un nouveau modèle littéraire qui est largement imité et développé par la suite. Des auteurs comme Ann Radcliffe, Matthew Gregory Lewis, et Mary Shelley sont tous influencés par cette œuvre pionnière, contribuant à l'essor du genre gothique à la fin du XVIIIe siècle et au début du XIXe siècle.
Le roman joue également un rôle important dans le développement du mouvement romantique. Son intérêt pour le passé médiéval, son exploration des émotions intenses et son utilisation de paysages évocateurs anticipe de nombreux thèmes clés du romantisme. Des poètes romantiques comme Samuel Taylor Coleridge et Lord Byron reconnaissent l'influence de Walpole sur leur propre travail. Les éléments introduits dans Le Château d'Otrante - châteaux hantés, malédictions ancestrales, apparitions surnaturelles - sont devenus des tropes récurrents non seulement dans la littérature, mais aussi dans d'autres formes d'art comme le théâtre, l'opéra, et plus tard le cinéma. L'influence du Château d'Otrante se fait également sentir en France, où il inspire le développement du roman noir. Des auteurs comme le Marquis de Sade et François Guillaume Ducray-Duminil sont influencés par l'œuvre de Walpole, contribuant à l'essor du gothique français.
Le roman joue un rôle crucial dans l'évolution des études littéraires. En tant que premier roman gothique reconnu, il est devenu un point de référence important pour l'analyse du genre et l'étude de l'évolution du roman. Son influence continue d'être discutée et analysée dans les milieux académiques. Les thèmes explorés dans Le Château d'Otrante, tels que les secrets familiaux, les désirs refoulés et les manifestations du surnaturel, trouvent également un écho dans le développement de la psychanalyse. Sigmund Freud, dans son essai sur L'Inquiétante Étrangeté, fait référence au genre gothique initié par Walpole pour explorer les concepts de répression et de retour du refoulé.

## Adaptation cinématographique
- 1977 : Jan Švankmajer, cinéaste d'animation tchèque, a réalisé un court-métrage de 17 minutes sous le titre Le Château d'Otrante (en) (Otrantský zámek) en papiers découpés.

## Éditions modernes
- Le château d'Otrante, traduction nouvelle de Francis Ledoux, Club français du livre, 1964, 115 pages : un portrait en 3 pages en fin d'ouvrage, 12 gravures inédites de Salvador Dalí, édition hors commerce numérotée, reliure pleine toile bordeaux par Engel, 1er plat orné d'une vignette, sous Rhodoïd.
- Le Château d’Otrante : histoire gothique, traduit par Dominique Corticchiato, préface de Paul Éluard, Paris, José Corti, « Collection Romantique », 1943 ; rééd. 1995  (ISBN 9782714303004).
- Le Château d’Otrante, dans Frankenstein et autres romans gothiques, traduit par Alain Morvan, Éditions Gallimard, Bibliothèque de la Pléiade, Paris, 2014.